# Khaled Mohammed
Khaled Mohammed Mohammed Saleh ( em árabe: خالد محمد  ; nascido em 7 de junho de 2000) é um futebolista do Catar que joga como meia para o Cultural Leonesa . 

## Carreira
Mohammed fez sua estreia profissional pelo Al-Duhail na Copa Qatari Stars em 11 de outubro de 2018, substituindo Abdelrahman Ahmad Nuzha no empate por 1 a 1 contra o companheiro do Qatar Stars League Al-Gharafa . 
Em 3 de janeiro de 2019, após uma lesão de Ahmed Moein,  Mohammed foi incluído na equipe do Catar para a Copa Asiática de 2019 da AFC nos Emirados Árabes Unidos. 